# Siebzehn Märtyrer von Irland
Die siebzehn irischen Märtyrer, die zwischen 1579 und 1654 den Märtyrertod starben, wurden am 27. September 1992 von Papst Johannes Paul II. (1978–2005) seliggesprochen. In der öffentlichen Bekanntgabe werden sie als „Dermot O’Hurley, Margaret Ball, Francis Taylor und ihre 14 Begleiter“ vorgestellt.

## Geschichte
Mit der Unterzeichnung der Suprematsakte vom 3. November 1534, mit der die anglikanische Staatskirche deklariert worden war und die Abspaltung von der römisch-katholischen Kirche vollzogen wurde, begann in England eine blutige Verfolgung der Katholiken. 1560 proklamierte Königin Elisabeth I. (1533–1603) auch in Irland die anglikanische Staatskirche, die Verfolgung konzentrierte sich auf Bischöfe, Priester und aktive katholische Laien. Insgesamt sind 600 Opfer verzeichnet, die auf Grund ihres Glaubens in England und Wales verstorben sind, von diesen wurden 285 getötet, davon wiederum wurden 42 Märtyrer heiliggesprochen. Aus Irland wurden Oliver Plunkett, John Cornelius , Ralph Corbie, John Carey, John Roche und Patrick Salmon und Charles Meehan heiliggesprochen.

## Seligsprechung
Im Jahre 1891 begann in Irland der Seligsprechungsprozess für 460 irische Märtyrer, davon bestätigte die Diözesankommission des Erzbistum Dublin 258. Der Prozess gestaltete sich insofern schwierig, da von den Kandidaten nicht alle Daten und das Martyrium vorlagen – oder belegbar waren. Am 6. Juli 1991 unterzeichnete Johannes Paul II. das Dekret der Kongregation für die Selig- und Heiligsprechungsprozesse, mit welchem das Martyrium von 17 Personen anerkannt wurde und sie zu „Ehrwürdigen Dienern Gottes“erklärt wurden.
Am 27. September 1992 wurden vier Bischöfe, sechs Priester, ein Laienbruder, fünf männliche Laien und eine Laiin von Johannes Paul II. seliggesprochen. Der Gedenktag für die 17 Seligen ist der 20. Juni, der Todestag von Erzbischof Dermot O’Hurley.

## Die siebzehn Märtyrer

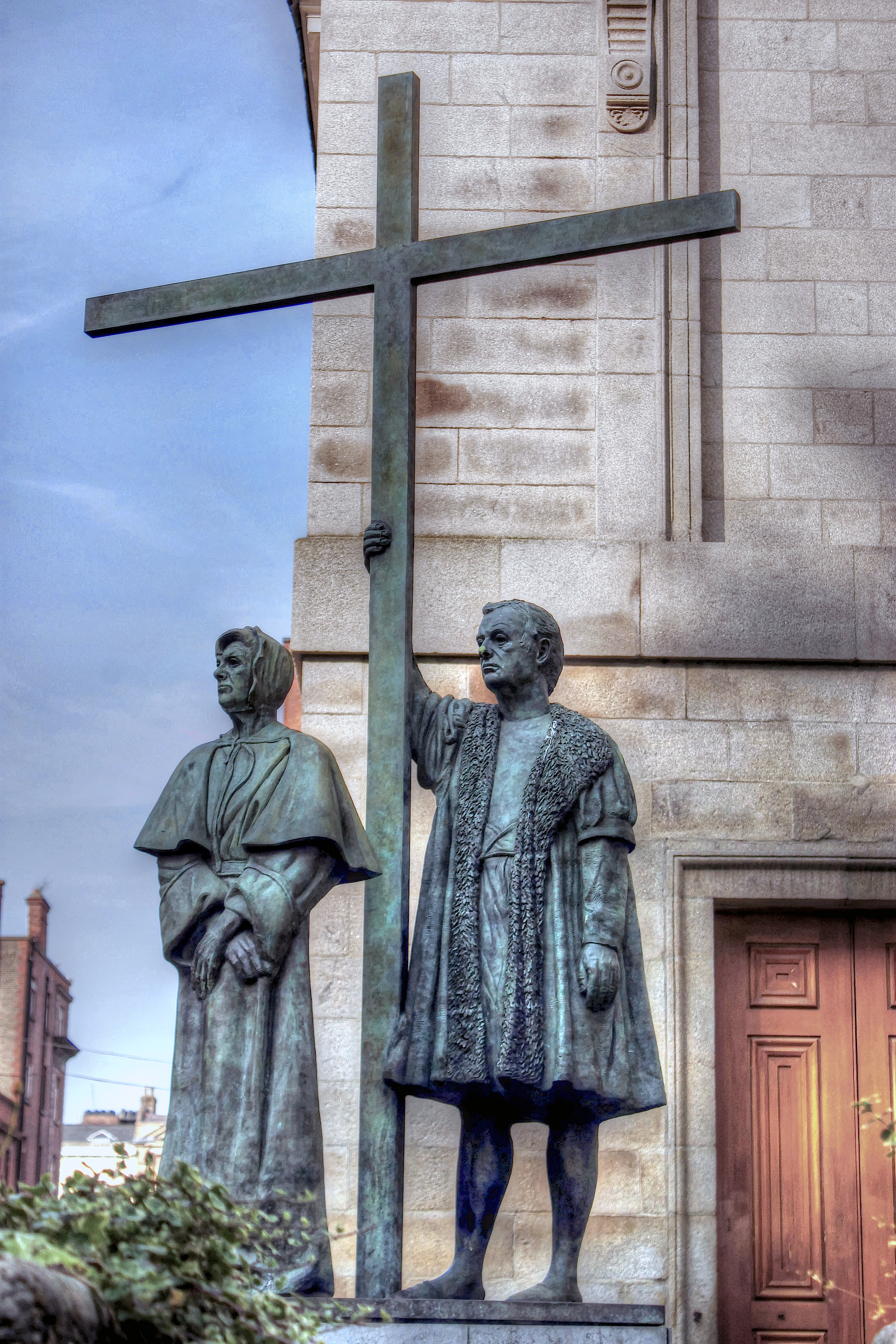
Statue der Märtyrerin Margarethe Ball und Enkelsohn Francis Taylor

1. Der selige Dermot O’Hurley[7] (um 1530 – 1584), Erzbischof von Cashel, starb am 20. Juni 1584 in Dublin.
2. Die selige Margarethe Ball[8](geb. Bermingham) (um 1515 – 1584) wurde von ihrem eigenen Sohn, dem Bürgermeister von Dublin, verhaftet.  Sie starb 1584 im Gefängnis in Dublin.
3. Der selige Francis Taylor war der Enkelsohn von Margarethe Ball, ehemaliger Bürgermeister von Dublin und Familienvater, er starb am 30. Januar 1621 in Dubliner Gefängnis.
4. Der selige Patrick O’Healy[9] OFM (um 1540 – 1579), Franziskaner und Bischof des jetzigen Titularbistums Mayo in der Grafschaft Leitrim, starb am 13. August 1579 in Kilmallock in Limerick.
5. Der selige Conn O’Rourke OFM, auch als Conan O’Rourke bekannt (ca. 1540 – 1579), Franziskaner und Priester, starb am 13. August 1579 in Kilmallock in Limerick.
6. Der selige Matthew Lambert[10], starb im Juli 1581 in Wexford.
7. Der selige Robert Meyler[11], starb im Juli 1581 in Wexford.
8. Der selige Edward Cheevers[12], starb im Juli 1581 in Wexford.
9. Der selige Patrick Cavanagh[13], starb im Juli 1581 in Wexford. (6–9 auch bekannt als die Wexford-Märtyrer, alle Laien)
10. Der selige Maurice MacKenraghty[14], Priester von Limerick, Kaplan des Gerald FitzGerald, 15. Earl of Desmond, starb am 20. April 1585 in Clonmel durch Enthauptung.
11. Der selige Dominic Collins[15] SJ (ca. 1566 – 1602), ein Jesuiten-Beinbruder aus Youghal in der Grafschaft Cork, starb am 31. Oktober 1602 in Youghal.
12. Der selige Conor O’Devany[16] OFM (um 1530 – 1612), Franziskaner und Bischof von Down und Connor, starb am 1. Februar 1612 in Dublin.
13. Der selige Patrick O’Lochran[17] (ca. 1577 – 1612), ein Priester aus der Grafschaft  Tyrone, starb am 1. Februar 1612 in Dublin.
14. Der selige Peter Higgins (O’Higgins)[18] OP (um 1600 – 1642), Dominikaner aus Dublin, Prior in Naas in der Grafschaft Kildare, starb am 23. März 1642 in Dublin.
15. Der selige Terence Albert O’Brien[19] OP (1601–1651), Dominikaner aus Limerick und Bischof von Emly (1647–1651) starb am 30. Oktober 1651 in Limerick.
16. Der selige John Kearney OFM[20] (1619–1653), ein Franziskaner aus Cashel, starb am 11. März 1653 in Clonmel.
17. Der selige William Tirry[21] OSA (1608–1654), ein Augustiner aus Cork, starb am 2. Mai 1654 in Clonmel.